# Charles Scribner’s Sons Building

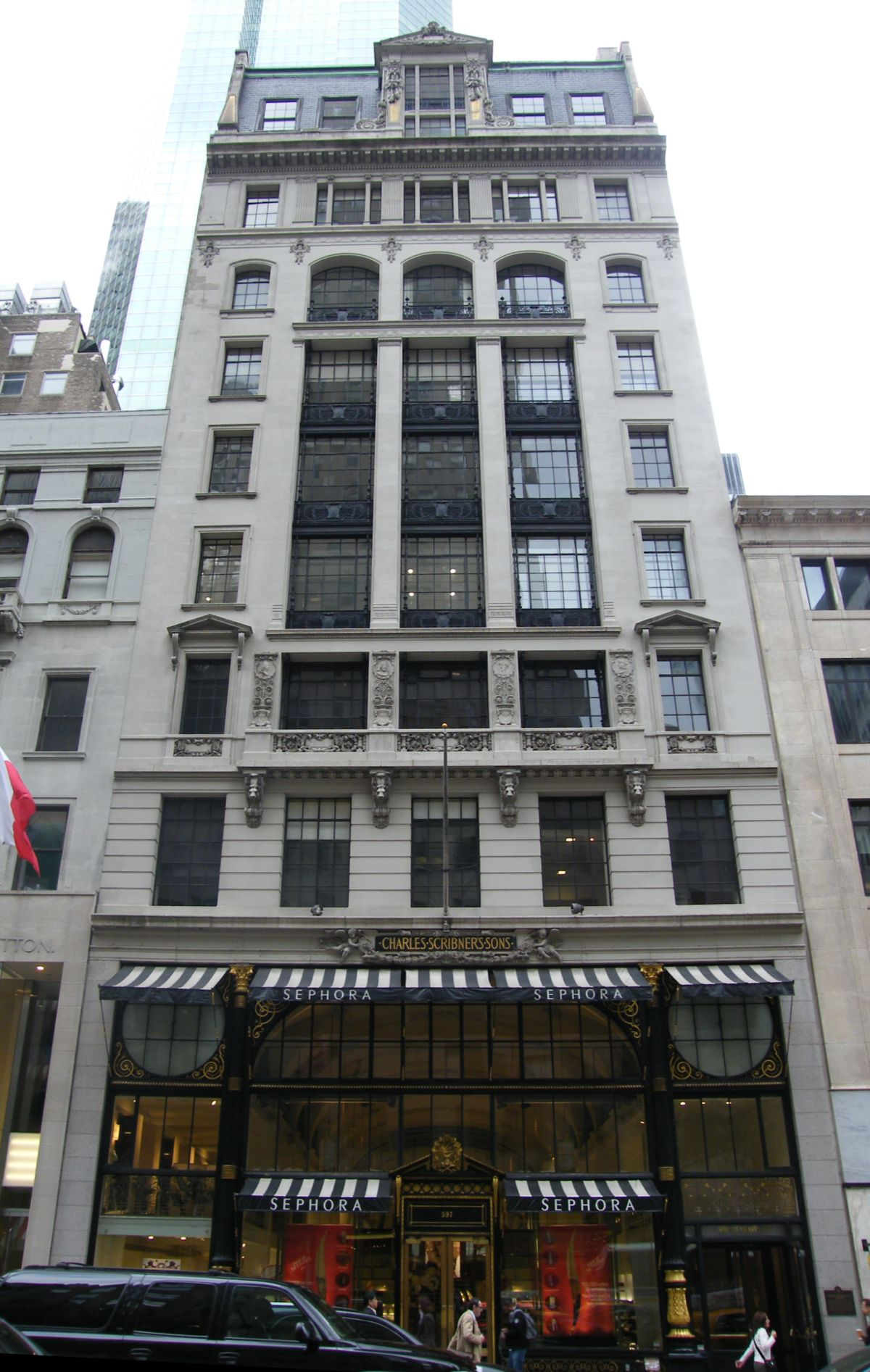
Das Charles Scribner’s Sons Building in New York City

Das Charles Scribner’s Sons Building ist ein Gebäude in Manhattan, New York City mit der Adresse 597 Fifth Avenue. Es wurde von 1912 bis 1913 nach Plänen von Ernest Flagg im Beaux-Arts-Stil errichtet und diente als Sitz des Verlages Charles Scribner’s Sons.
Zu den vielen architektonischen Details zählen vier Pfeiler, deren Sockel mit Büsten von vier  berühmten Druckern verziert sind: Benjamin Franklin, William Caxton, Johann Gutenberg und Aldus Manutius.
Der Bau wurde 1981 in das National Register of Historic Places aufgenommen, da er die architektonischen und historischen Kriterien erfüllte. Die Eigentümer erreichten 1982, dass es wieder aus der Liste gestrichen wurde.
In den 1980er Jahren kaufte die Benetton Group das Gebäude. Rückläufige Geschäfte zwangen Scribner zu einem Umzug in einen anderen New Yorker Bezirk, in dem das Mietniveau niedriger war, bevor es durch Barnes & Noble erworben wurde. Das Gebäude wurde danach durch die Buchhandlung Brentano’s, dann einen Benetton-Shop und jetzt durch Sephora, einen Kosmetik-Einzelhändler, genutzt. A&A Investment Co. erwarb das Charles Scribner’s Sons Building im Jahr 2006 und veräußerte es 2011 an Thor Equities.
Das Scribner Building an der 153-157 Fifth Ave. (bei der 21st) wurde 1893 ebenfalls von Ernest Flagg errichtet.